# Corner Brook (Bay of Islands)
Der Corner Brook ist ein 19 km langer Zufluss des Sankt-Lorenz-Golfs im Westen der zur kanadischen Provinz Neufundland und Labrador gehörenden Insel Neufundland.

## Flusslauf
Der Corner Brook bildet den Abfluss des abflussregulierten Sees Corner Brook Lake. Er fließt anfangs 9 km nach Norden. Anschließend wendet er sich nach Nordwesten. 6 km oberhalb der Mündung wird der Fluss an einem Wehr aufgestaut. Unterhalb des Wehrs fließt der Fluss durch eine Schlucht talabwärts. Das meiste Flusswasser wird jedoch über eine 2,9 km lange oberirdische Druckleitung dem Wasserkraftwerk Watsons Brook zugeführt. Dieses besitzt eine Kapazität von 9,3 MW und wird von Kruger Energy betrieben. Unterhalb des Kraftwerks bei Flusskilometer 2,8 mündet der Watsons Brook linksseitig in den Corner Brook. Der Corner Brook durchfließt im Anschluss die gleichnamige Stadt. Am Ufer des Margaret Bowater Parks befindet sich bei Flusskilometer 2,2 ein Wehr. Der Fluss wird durch ein weiteres Wehr 1,4 km oberhalb der Mündung zum Glynmill Pond aufgestaut. Der Corner Brook mündet schließlich in das Südufer des Humber Arm, einer Nebenbucht der Bay of Islands. Ein Teil des Einzugsgebietes des Corner Brook dient der Trinkwasserversorgung der Stadt Corner Brook und ist als Wasserschutzgebiet ausgewiesen.

## Hydrologie
Das Einzugsgebiet des Corner Brook umfasst etwa 160 km². Unterhalb des Wasserkraftwerks beträgt der mittlere Abfluss 4,45 m³/s. Die höchsten Abflüsse treten gewöhnlich im Mai mit 7,82 m³/s auf.

## Flussfauna
Im Corner Brook kommen folgende Fischarten vor: Bachsaibling, Atlantischer Lachs, Wandersaibling, Arktischer Stint, verschiedene Stichlinge, Amerikanischer Aal, Fundulus heteroclitus (Mummichog) und Fundulus diaphanus (Banded killifish). Die Wehre am Glynmill Pond und am Margaret Bowater Park verfügen über Fischtreppen. In der Schlucht oberhalb des Wasserkraftwerks befindet sich ein Wasserfall, der als natürliches Hindernis für Wanderfische fungiert. Der Lachsbestand im Flusssystem des Corner Brook gilt laut NASCO als „nicht gefährdet“.
Typische Wasserbewohner in der Gegend sind Amerikanischer Nerz (Mink), Nordamerikanischer Fischotter, Kanadischer Biber und Bisamratte.